# Phetcsaburi
Phetcsaburi (thaiul írva: เพชรบุรี, angol átírással:Phetchaburi ) város Thaiföldön, Bangkoktól közúton mintegy 130-150 km-re délnyugatra. A város a hasonló nevű tartomány székhelye. Turisztikai szempontból a templomairól és a város melletti hegy tetején álló királyi palotáról (Khao Wang) nevezetes. 
A város lakossága mintegy 40 000 fő volt 2000-ben.

## Galéria

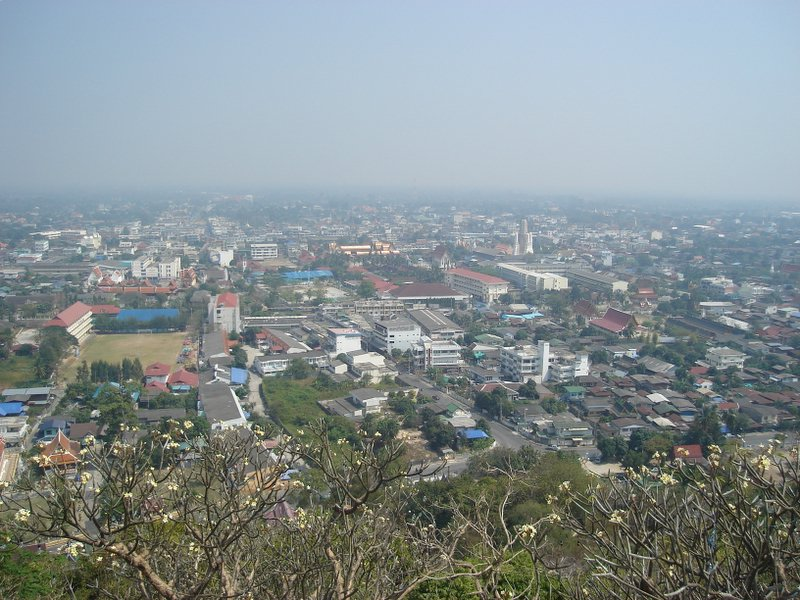
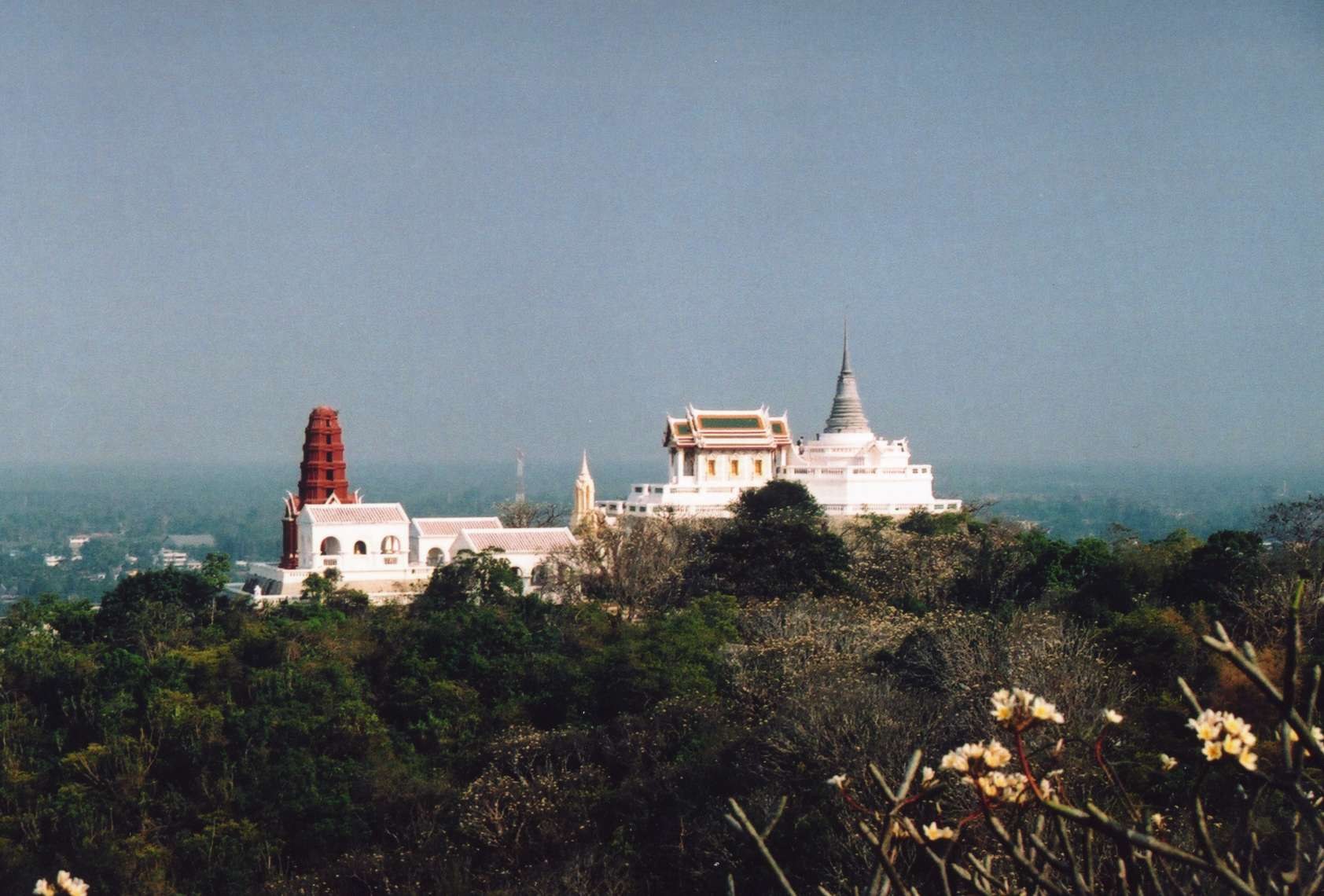
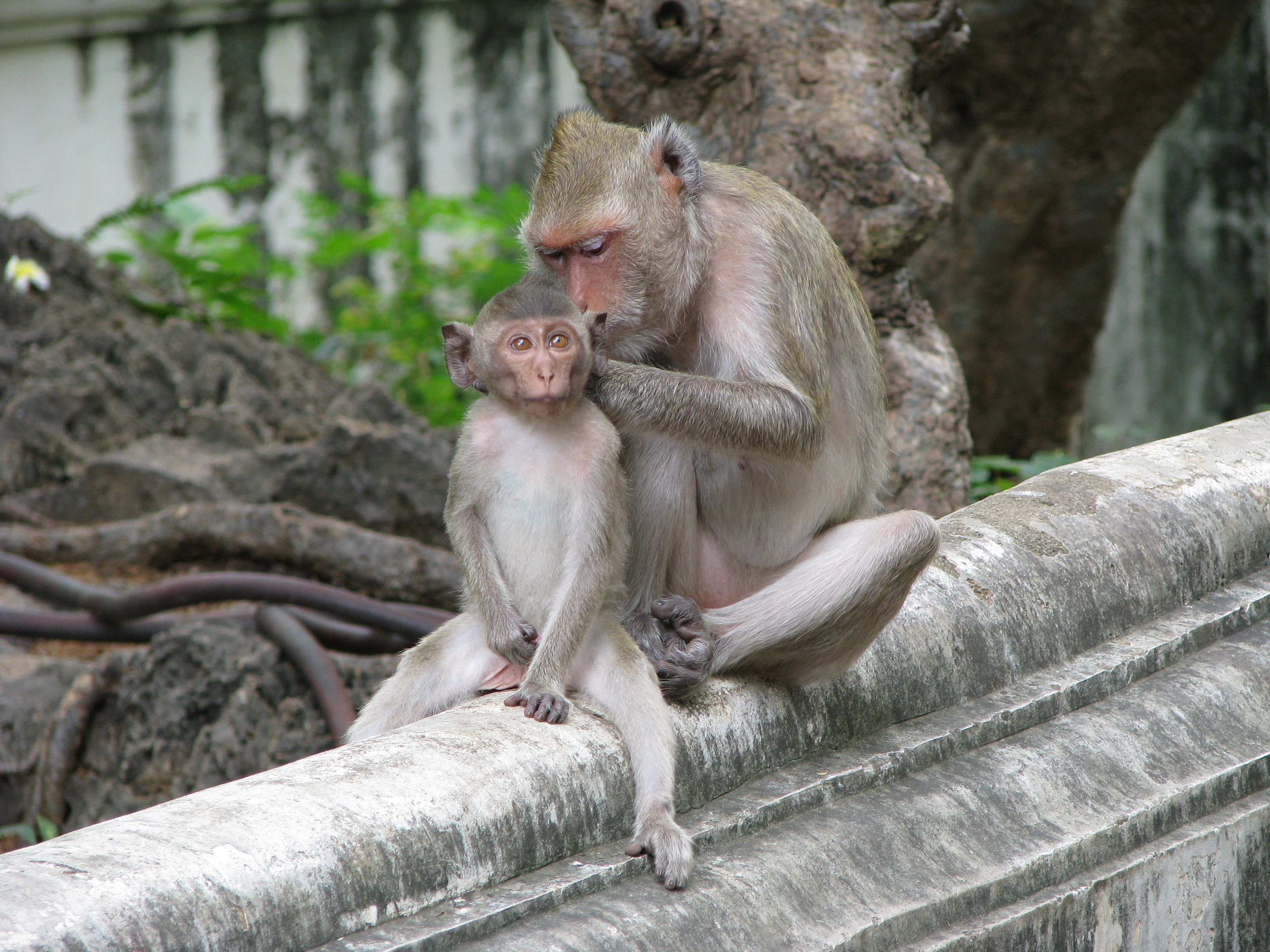
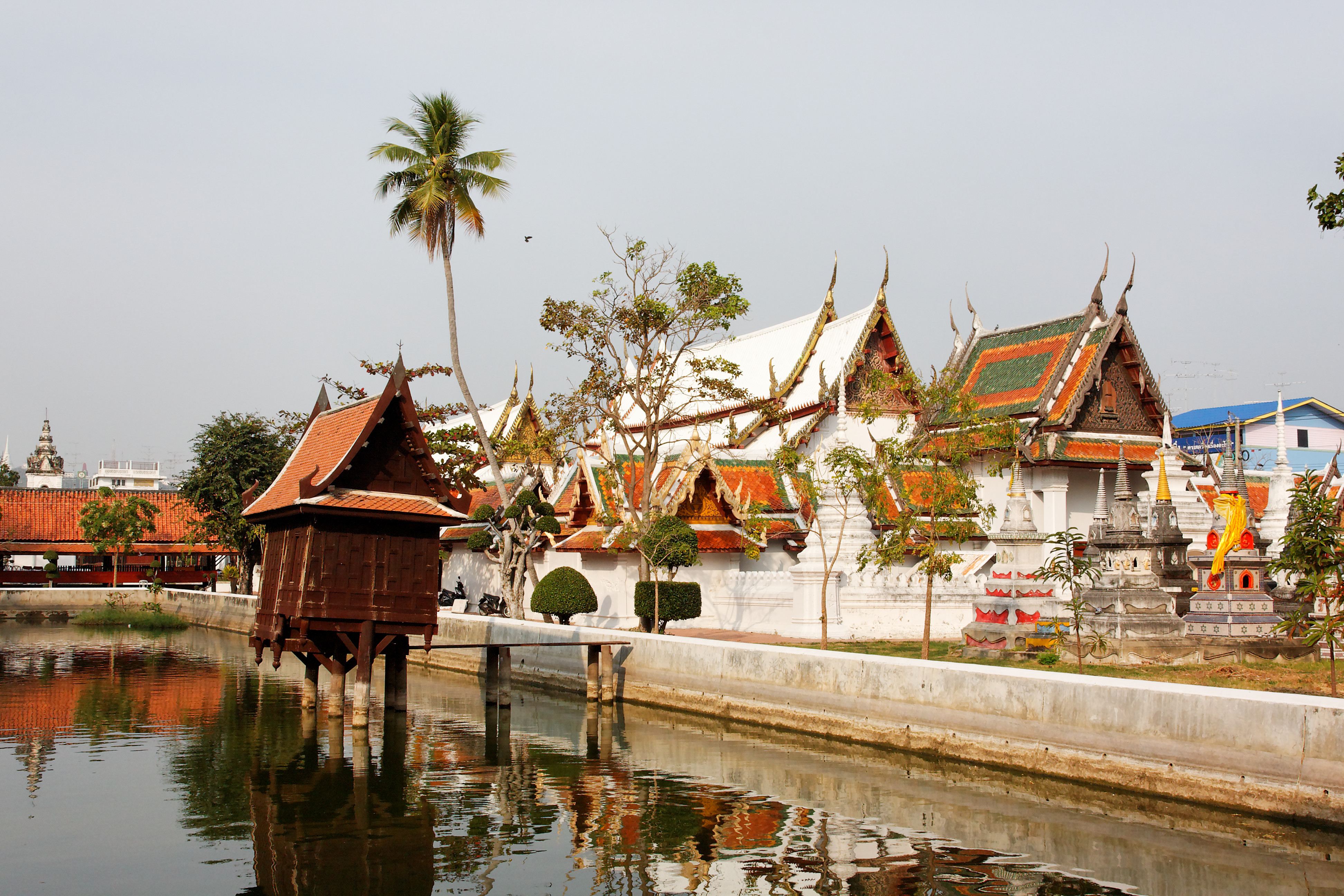
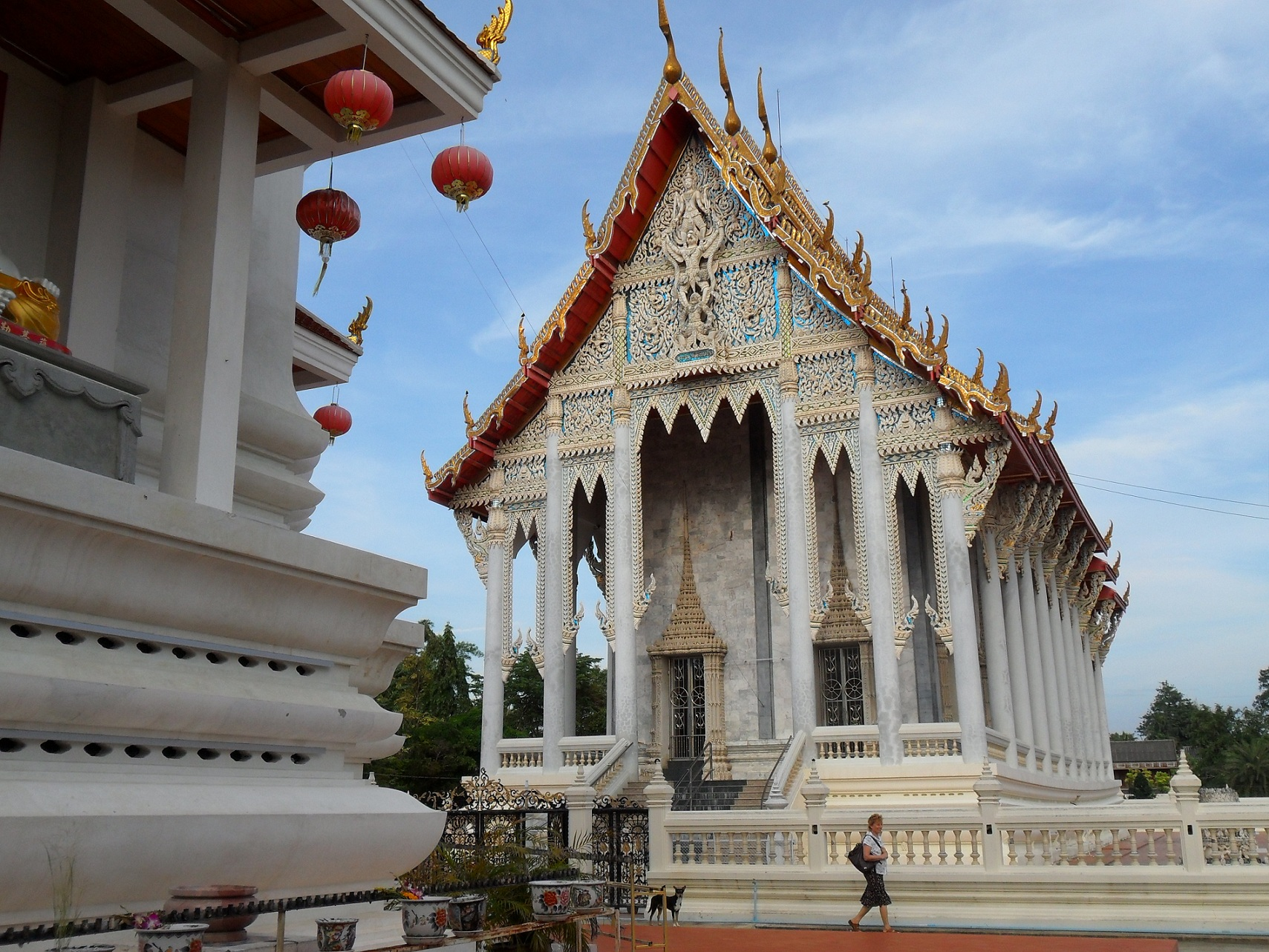
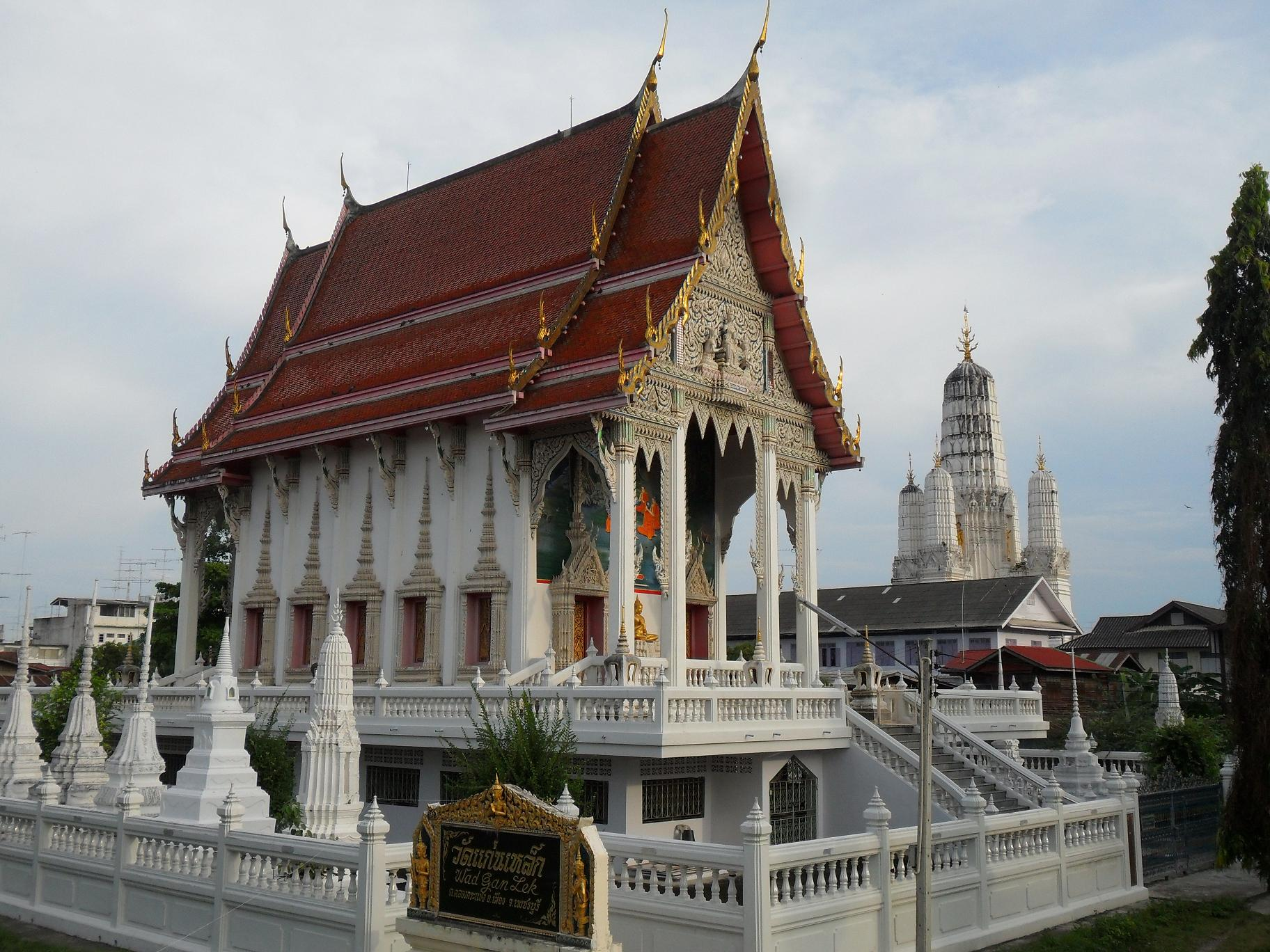